# Pixabay
Pixabay.com é um site de fotografia de stock gratuito e de stock media isento de royalties. É utilizado para a partilha de fotografias, ilustrações, gráficos vectoriais, imagens de filmes, música e efeitos sonoros, exclusivamente ao abrigo da licença personalizada Pixabay denominada "Content License", anteriormente "Pixabay License", que geralmente permite a utilização livre do material, mas com algumas restrições.
Em 2023, o Pixabay tinha uma biblioteca de mais de 4,2 milhões de imagens, vídeos e música de stock gratuitos.

## História
O sítio foi fundado em novembro de 2010 em Ulm, na Alemanha, por Hans Braxmeier e Simon Steinberger.
O conteúdo do Pixabay foi originalmente lançado sob a licença Creative Commons CC0, que dedica obras criativas ao domínio público.
Mas, em janeiro de 2019, a Pixabay deixou de utilizar a licença CC0 e passou a utilizar a sua própria licença personalizada denominada "Licença Pixabay". A nova licença era mais restritiva do que a CC0.
Em 17 de abril de 2023, grandes mudanças nos termos de serviço do Pixabay entraram em vigor. Isso incluiu a modificação da "Licença Pixabay" para a nova "Licença de Conteúdo", bem como a reintegração da licença Creative Commons CC0, para conteúdo carregado no Pixabay antes de 9 de janeiro de 2019.

## Fotógrafos
Em janeiro de 2016, havia cerca de 33 200 autores ativos. Hans Braxmeier sozinho contribuiu com mais de 20 mil imagens, que foram baixadas mais de 2 milhões de vezes. O segundo contribuidor mais ativo foi geralt, que enviou 10 mil imagens, que foram baixadas mais de 4,5 milhões de vezes.

## Visitantes e usuários
Cerca de 27% dos visitantes do Pixabay falam inglês; 20% espanhol; 11% português; 7% alemão; e 5% francês. Os usuários são principalmente blogueiros, designers gráficos, autores, jornalistas e propagandistas.